# Corispermum canescens
Corispermum canescens är en amarantväxtart som beskrevs av Pál Kitaibel och Schult.. Corispermum canescens ingår i släktet lusfrön, och familjen amarantväxter. Inga underarter finns listade i Catalogue of Life.